# Team Pineapple Volleyball Club 2019
Questa voce raccoglie le informazioni riguardanti il Team Pineapple Volleyball Club nelle competizioni ufficiali della stagione 2019.

## Organigramma societario
Area direttiva
- Presidente: Lloy Ball

Area tecnica
- Allenatore: Lloy Ball

## Rosa
| N° | Nome              | Ruolo | Data di nascita   | Nazionalità sportiva |
| -- | ----------------- | ----- | ----------------- | -------------------- |
| 1  | Lloy Ball         | P     | 17 febbraio 1972  | Stati Uniti          |
| 2  | Shaun Dryden      | S     | 26 agosto 1988    | Stati Uniti          |
| 4  | Jorge Ralat       | P     | 13 dicembre 1974  | Porto Rico           |
| 5  | Jeffrey Ptak      | O     | 11 novembre 1979  | Stati Uniti          |
| 6  | Jasmin Cull       | S     | 1º settembre 1983 | Canada               |
| 7  | Iván Matos        | S     | 15 luglio 1990    | Porto Rico           |
| 8  | Andy Sellan       | O     | 24 dicembre 1992  | Stati Uniti          |
| 10 | Chris Gisslen     | O     | 25 luglio 1978    | Stati Uniti          |
| 11 | Marcus Nilsson    | O     | 7 ottobre 1982    | Svezia               |
| 13 | Kyle Radde        | O     | 4 novembre 1985   | Stati Uniti          |
| 15 | William Robbins   | S     | 5 giugno 1977     | Stati Uniti          |
| 16 | Jonathan Meyer    | L     | 6 maggio 1977     | Stati Uniti          |
| 17 | Matt Harpenau     | C     | 24 dicembre 1991  | Stati Uniti          |
| 18 | Gary House        | O     | 7 maggio 1992     | Stati Uniti          |
| 21 | Tomas Goldsmith   | S     | 23 dicembre 1990  | Stati Uniti          |
| 24 | Jonathan Rivera   | P     | 31 maggio 1993    | Porto Rico           |
| 25 | Luis Bertrán      | L     | 22 agosto 1994    | Porto Rico           |
| 26 | Pasquale Fiduccia | P     | 22 aprile 1996    | Stati Uniti          |
| 27 | Matthew Walsh     | C     | 23 luglio 1996    | Stati Uniti          |

## Statistiche

### Statistiche di squadra
| Competizione | Punti | In casa | In casa | In casa | In trasferta | In trasferta | In trasferta | Totale | Totale | Totale |
| Competizione | Punti | G       | V       | P       | G            | V            | P            | G      | V      | P      |
| ------------ | ----- | ------- | ------- | ------- | ------------ | ------------ | ------------ | ------ | ------ | ------ |
| NVA          | 20    | 0       | 0       | 0       | 0            | 0            | 0            | 18     | 9      | 7      |
| Totale       | -     | 0       | 0       | 0       | 0            | 0            | 0            | 18     | 9      | 7      |

G = partite giocate; V = partite vinte; P = partite perse

### Statistiche dei giocatori
| Giocatore    | NVA | NVA | NVA | NVA | NVA | Totale | Totale | Totale | Totale | Totale |
| Giocatore    | P   | PT  | AV  | MV  | BV  | P      | PT     | AV     | MV     | BV     |
| ------------ | --- | --- | --- | --- | --- | ------ | ------ | ------ | ------ | ------ |
| L. Ball      | 4   | 8   | 5   | 1   | 2   | 4      | 8      | 5      | 1      | 2      |
| L. Bertrán   | 4   | 0   | 0   | 0   | 0   | 4      | 0      | 0      | 0      | 0      |
| J. Cull      | 9   | 83  | 67  | 7   | 9   | 9      | 83     | 67     | 7      | 9      |
| S. Dryden    | 11  | 30  | 19  | 3   | 8   | 11     | 30     | 19     | 3      | 8      |
| P. Fiduccia  | 5   | 9   | 4   | 1   | 4   | 5      | 9      | 4      | 1      | 4      |
| C. Gisslen   | 1   | 8   | 4   | 4   | 0   | 1      | 8      | 4      | 4      | 0      |
| T. Goldsmith | 9   | 95  | 66  | 6   | 23  | 9      | 95     | 66     | 6      | 23     |
| M. Harpenau  | 8   | 35  | 23  | 8   | 4   | 8      | 35     | 23     | 8      | 4      |
| G. House     | 11  | 75  | 58  | 10  | 7   | 11     | 75     | 58     | 10     | 7      |
| I. Matos     | 8   | 22  | 16  | 2   | 4   | 8      | 22     | 16     | 2      | 4      |
| J. Meyer     | 10  | 0   | 0   | 0   | 0   | 10     | 0      | 0      | 0      | 0      |
| M. Nilsson   | 3   | 39  | 35  | 2   | 2   | 3      | 39     | 35     | 2      | 2      |
| J. Ptak      | 10  | 154 | 134 | 14  | 6   | 10     | 154    | 134    | 14     | 6      |
| K. Radde     | 9   | 43  | 36  | 4   | 3   | 9      | 43     | 36     | 4      | 3      |
| J. Ralat     | 7   | 6   | 5   | 0   | 1   | 7      | 6      | 5      | 0      | 1      |
| J. Rivera    | 3   | 10  | 1   | 4   | 5   | 3      | 10     | 1      | 4      | 5      |
| W. Robbins   | 1   | 3   | 2   | 1   | 0   | 1      | 3      | 2      | 1      | 0      |
| A. Sellan    | 2   | 9   | 5   | 4   | 0   | 2      | 9      | 5      | 4      | 0      |
| M. Walsh     | 10  | 82  | 52  | 18  | 12  | 10     | 82     | 52     | 18     | 12     |

P = presenze; PT = punti totali; AV = attacchi vincenti; MV = muri vincenti; BV = battute vincenti